# Phytomyxea
Die Phytomyxea sind eine Gruppe von Einzellern, die systematisch zu den Cercozoa gestellt werden. Sie leben parasitisch.

## Merkmale und Lebensweise
Die Phytomyxea sind Parasiten oder Parasitoide an Pflanzen oder an Stramenopilen. Ihre Zellen sind amöboid oder bilden Plasmodien, aus diesen entstehen zwei- oder viergeißelige Zellen. Manche Formen bilden spezielle, feste Extrusomen, mit denen sie die Wirtszellen durchdringen. 
In der Mitose bilden sie eine charakteristische kreuzförmige Struktur aus, die auf den lange erhalten bleibenden Nukleolus zurückgeht, der senkrecht zur Metaphase-Platte liegt.

## Systematik
Die Phytomyxea werden zu den Cercozoa gestellt. 
Sie bestehen aus zwei Gruppen:
- Phagomyxida
- Plasmodiophorida

## Belege
- Sina M. Adl et al.: The New Higher Level Classification of Eukaryotes with Emphasis on the Taxonomy of Protists. The Journal of Eukaryotic Microbiology, Band 52, 2005, S. 399–451. doi:10.1111/j.1550-7408.2005.00053.x.